# مارتن برينغل
مارتن برينغل (بالسويدية: Martin Pringle)‏ هو لاعب كرة قدم ومدرب كرة قدم سويدي في مركز الهجوم، ولد في 18 نوفمبر 1970 في غوتنبرغ في السويد. شارك مع منتخب السويد لكرة القدم. أما مع النوادي، فقد لعب مع تشارلتون أثلتيك وغريمسبي تاون ونادي بنفيكا ونادي هلسينغبورغ.

## وصلات خارجية
- مارتن برينغل على موقع قاعدة بيانات كرة القدم.إي يو (الإنجليزية)
- مارتن برينغل على موقع ناشيونال فوتبول تيمز (الإنجليزية)
- مارتن برينغل على موقع Soccerbase.com (لاعب) (الإنجليزية)
- مارتن برينغل على موقع عالم كرة القدم.نت (الإنجليزية)